# Perales
Perales település Spanyolországban, Palencia tartományban. Perales Paredes de Nava, Manquillos, San Cebrián de Campos és Becerril de Campos községekkel határos. Lakosainak száma 118 fő (2024).

## Népesség
A település népessége az elmúlt években az alábbi módon változott:
| Lakosok száma | 109  | 107  | 186  | 153  | 139  | 118  | 95   | 87   | 103  | 118  |
|               | 2001 | 2004 | 2007 | 2009 | 2012 | 2014 | 2017 | 2019 | 2022 | 2024 |